# Sindangan
Sindangan es un municipio de Primera Clase de la provincia en Zamboanga del Norte, Filipinas. De acuerdo con el censo del 2000, tiene una población de 80.133 en 15.651 hogares. 
Hay planes para aumentar el grado de Sindangan de municipio a ciudad debido a que el crecimiento de su economía es lo bastante como para que su conversión se convierta en una ciudad. La gente en Sindangan está solo esperando a que los oficiales del gobierno hagan lo suyo para que se convierta a tal ciudad.

## Barangays
Sindangan está políticamente subdividido en 52 barangays.
| - Bagó - Balok - Bantayan - Bato - Benigno Aquino Jr. - Binuangaen - Bitoon - Bucana - Calatunan - Caluan - Calubian - Dagohoy - Dapaon - Datagan - Datu Tangkilan - Dicoyong - Disud - Don Ricardo G Macías (Dinokot) | - Doña Josefa - Dumalogdog - Fátima - Gampis - Goleo - Imelda - Inuman - Joaquín Macías - La Concepción - La Roche San Miguel - Labakid - Lagag - Lapero - Lawis - Magsaysay - Mandih - Maras | - Mawal - Misok - Motibot - Nato - Nipaán - Pangalalan - Piao - Población - Santo Niño - Santo Rosario - Siari - Talinga - Tigbao - Tinaplan - Titik - Alto Inumán - Alto Nipaán |